# 背照式传感器

前照式与背照式横截面对比

背照式传感器（英語：back-illuminated sensor），也称为BI传感器或者BSI传感器，是一种数字图像传感器，通过新型排列图像元件来增加捕获的光量，从而提升弱光下的成像性能。
该技术曾用于低光安全摄像机和天文传感器等专用领域，但制造工艺复杂，需要进一步改进才能普及。索尼是第一家在2009年以大众消费价格推出 500 万像素 1.75 μm BI CMOS传感器的厂商。此后，来自豪威科技的背照式传感器已被其他厂商应用于HTC Evo 4G等Android智能手机中，并成为苹果iPhone 4相机的重要卖点。

## 描述
传统的、前照式数码相机结构类似人眼，在前端使用镜头，在后端布置光电探测器。这种设计将数字图像传感器的有源矩阵及其连线置于正面，简化了制造工艺，但连线会阻挡部分光线，使感光层只能接收剩余光量，降低了信号捕获效率。
背照式传感器包含相同元件，但通过在制造时翻转硅晶片，将连线层置于感光层背面，并对反面进行晶圆减薄处理，使光线无需穿过布线层即可直达感光层。这一改变可将光子被捕获的概率从约60%提升至90%以上（即快1/2档），在像素尺寸较小时优势最明显，因为布线层移至背面后，增加的感光面积相对更大。 BSI-CMOS传感器在弱光及部分阳光条件下尤为有利。将连线置于感光层背面与头足动物的眼睛和脊椎动物眼睛之间的区别类似。将有源矩阵的晶体管置于感光层背面，会引入串扰（导致噪点）、暗電流和相邻像素间的颜色混合等问题；晶圆减薄也使硅片更易破损。虽然可通过改进工艺解决，但会降低良率、增加成本。尽管如此，早期的BI传感器仍在工业传感、安全摄像机、显微镜相机和天文系统等对弱光性能有特殊需求的领域中得到应用。
其他BSI传感器的优点包括角度响应更宽（为镜头设计提供更大的灵活性）和读出率可能更快，但也存在响应一致性较差等缺点。
行业观察员指出（2008年），背照式传感器在理论上成本可低于同尺寸的前照式版本。由于能收集更多光线，同样尺寸的传感器阵列在不降低弱光性能的情况下可提供更高分辨率；或者在相同分辨率和弱光性能下，可使用更小芯片以降低成本。实现这些优势的关键在于改进工艺，解决良率问题，主要是通过提升探测器前端有源层的均匀性。
当豪威科技于2007年首次试制采用此技术的传感器时，背照式传感器的普及迈出重要一步。但由于成本较高，这些早期传感器并未得到广泛应用。首款广泛使用的BI传感器是 OmniVision OV8810，于2008年9月23日发布，提供800万像素、1.4 μm像素尺寸。使用OV8810的HTC Droid Incredible和HTC Evo 4G分别于2009年4月和6月上市。2009年6月，OmniVision发布了5MP OV5650，其弱光灵敏度业内最高，达1300 mV/lux-s，堆栈高度最低，仅6 mm。苹果在iPhone 4后置摄像头中选用了 OV5650，因其弱光成像效果获得好评。
索尼在新光电二极管材料和工艺方面的突破，使其于2009年8月推出首款面向消费市场的背照式基于CMOS的“Exmor R ”传感器。据索尼称，新材料在信号增益方面提升了+8 dB，噪声降低了−2 dB。结合背照式布局，该传感器在弱光条件下性能提升可达两倍。IPhone 4S采用了索尼生产的图像传感器。2011年，索尼在旗舰手机Xperia Arc中应用了Exmor R传感器。
2012年10月，GoPro在Hero3 Black运动相机中首次采用了索尼IMX117背照式传感器。
2014年9月，三星推出全球首款采用 BSI 像素技术的APS-C画幅传感器。该28MP传感器（S5KVB2）被其新款无反系统相机NX1采用，并于2014年在世界影像博览会上亮相。
2015年6月，索尼推出首款采用背照式全画幅传感器的相机——索尼α7R II。
2017年8月，尼康宣布其即将发布的D850全画幅数码单反相机将搭载新开发的45.7MP背照式传感器。
2018年9月，富士宣布其新款X-T3無反光鏡可換鏡頭相機搭载26.1MP APS-C富士X-Trans感光元件背照式传感器。
2021年4月，理光发布了搭载索尼26MP APS-C背照式传感器和PRIME V图像处理器的宾得 K-3 Mark III。

## 堆叠式CMOS
一种更进一步的技术发展是堆叠 CMOS图像传感器（stacked CMOS），该结构将电路层与图像信号处理器（ISP）堆叠在像素层背后，从而使有源像素可占用更大面积，进一步提升集光效率。索尼于2012年1月首次宣布了此类堆叠式传感器，宣称可提升30%的集光能力。通过增加层数，堆叠式CMOS还可容纳更复杂的处理电路，从而实现更快的帧率与读出速度。
2012年8月，索尼将其堆叠式传感器技术商品化，推出名为“Exmor RS”的产品系列，提供有效像素为13MP与8MP的型号。
2021年4月，佳能宣布其新款EOS R3将采用35mm全画幅背照式堆叠CMOS图像传感器，并搭载DIGIC X图像处理器。
2021年5月，索尼宣布推出一款用于微4/3系统的新型20MP背照式堆叠图像传感器——IMX472-AAJK。
2022年5月，富士正式商品化其首款堆叠式传感器“X-Trans 5 HS”，并率先应用于富士X-H2S机型中。

## 相关
- 晶圆背面研磨